# Argentine aux Jeux olympiques d'été de 2000
L'équipe olympique argentine participe aux Jeux olympiques d'été de 2000 à Sydney. Elle y remporte quatre médailles : deux en argent et deux en bronze, se situant à la cinquante-septième place des nations au tableau des médailles. Le skipper Carlos Espínola est le porte-drapeau d'une délégation argentine comptant 143 sportifs (98 hommes et 45 femmes).

## Nombre d'athlètes qualifiés par sport
Voici la liste des qualifiés et sélectionnés Argentins par sport (remplaçants compris) :
| Sport       | Hommes | Femmes | Total |
| ----------- | ------ | ------ | ----- |
| Athlétisme  | 6      | 5      | 11    |
| Aviron      | 5      | 3      | 8     |
| Boxe        | 6      | 0      | 6     |
| Canoë-kayak | 3      | 0      | 3     |
| Cyclisme    | 7      | 1      | 8     |

## Athlétisme

### Hommes
| Athlète         | Épreuve  | Séries      | Séries      | Quarts de finale | Quarts de finale | Demi-finales | Demi-finales | Finale          | Finale  |
| Athlète         | Épreuve  | Temps       | Rang        | Temps            | Rang             | Temps        | Rang         | Temps           | Rang    |
| --------------- | -------- | ----------- | ----------- | ---------------- | ---------------- | ------------ | ------------ | --------------- | ------- |
| Gabriel Simon   | 100 m    | 10 s 56     | 5e          | Eliminé          | Eliminé          | Eliminé      | Eliminé      | Eliminé         | Eliminé |
| Carlos Gats     | 200 m    | 21 s 15     | 5e          | Eliminé          | Eliminé          | Eliminé      | Eliminé      | Eliminé         | Eliminé |
| Gustavo Aguirre | 400 m    | 47 s 03     | 5e          | Eliminé          | Eliminé          | Eliminé      | Eliminé      | Eliminé         | Eliminé |
| Oscar Cortinez  | Marathon | Non disputé | Non disputé | Non disputé      | Non disputé      | Non disputé  | Non disputé  | 2 h 25 min 01 s | 58e     |

| Athlète            | Épreuve           | Qualification | Qualification | Finale      | Finale  |
| Athlète            | Épreuve           | Performance   | Rang          | Performance | Rang    |
| ------------------ | ----------------- | ------------- | ------------- | ----------- | ------- |
| Marcelo Pugliese   | Lancer du disque  | 56,30 m       | 37e           | Eliminé     | Eliminé |
| Juan Ignacio Cerra | Lancer du marteau | 72,86 m       | 27e           | Eliminé     | Eliminé |

### Femmes
| Athlète           | Épreuve     | Séries         | Séries | Quarts de finale | Quarts de finale | Demi-finales | Demi-finales | Finale  | Finale  |
| Athlète           | Épreuve     | Temps          | Rang   | Temps            | Rang             | Temps        | Rang         | Temps   | Rang    |
| ----------------- | ----------- | -------------- | ------ | ---------------- | ---------------- | ------------ | ------------ | ------- | ------- |
| Elisa Cobanea     | 5 000 m     | 16 min 16 s 58 | 14e    | Eliminé          | Eliminé          | Eliminé      | Eliminé      | Eliminé | Eliminé |
| Veronica de Paoli | 100 m haies | 14 s 61        | 8e     | Eliminé          | Eliminé          | Eliminé      | Eliminé      | Eliminé | Eliminé |

| Athlète           | Épreuve          | Qualification | Qualification | Finale      | Finale  |
| Athlète           | Épreuve          | Performance   | Rang          | Performance | Rang    |
| ----------------- | ---------------- | ------------- | ------------- | ----------- | ------- |
| Solange Witteveen | Saut en hauteur  | 1,89 m        | 20e           | Eliminé     | Eliminé |
| Alejandra García  | Saut à la perche | 4,15 m        | 18e           | Eliminé     | Eliminé |
| Andrea Ávila      | Saut en longueur | 6,11 m        | 31e           | Eliminé     | Eliminé |

## Aviron

### Hommes
| Athlète(s)                             | Compétition                 | Série         | Série | Repêchage     | Repêchage | Demi-finale   | Demi-finale | Finale                 | Finale  |
| Athlète(s)                             | Compétition                 | Temps         | Rang  | Temps         | Rang      | Temps         | Rang        | Temps                  | Rang    |
| -------------------------------------- | --------------------------- | ------------- | ----- | ------------- | --------- | ------------- | ----------- | ---------------------- | ------- |
| Sergio Fernandez                       | Skiff                       | 7 min 20 s 65 | 4e    | 7 min 13 s 68 | 2e        | 7 min 21 s 46 | 2e          | Finale C 7 min 09 s 43 | 4e      |
| Damian Ordas Diego Aguirre Gomez Corta | Deux sans barreur           | 6 min 55 s 74 | 4e    | 6 min 52 s 38 | 4e        | Eliminé       | Eliminé     | Eliminé                | Eliminé |
| Ulf Lienhard Sebastian Massa           | Deux de couple poids légers | 6 min 40 s 16 | 3e    | 6 min 41 s 10 | 3e        | Non disputé   | Non disputé | Finale C 6 min 29 s 19 | 1er     |

### Femmes
| Athlète(s)                    | Compétition                 | Série         | Série | Repêchage     | Repêchage | Demi-finale   | Demi-finale | Finale                 | Finale  |
| Athlète(s)                    | Compétition                 | Temps         | Rang  | Temps         | Rang      | Temps         | Rang        | Temps                  | Rang    |
| ----------------------------- | --------------------------- | ------------- | ----- | ------------- | --------- | ------------- | ----------- | ---------------------- | ------- |
| Paola Lopez                   | Skiff                       | 8 min 06 s 65 | 4e    | 8 min 03 s 83 | 3e        | 8 min 13 s 05 | 2e          | Finale C 8 min 03 s 11 | 3e      |
| Marisa Peguri Maria Garisoain | Deux de couple poids légers | 7 min 30 s 74 | 5e    | 7 min 28 s 19 | 4e        | Eliminé       | Eliminé     | Eliminé                | Eliminé |

## Boxe

### Hommes
| Athlète            | Catégorie           | 16e de finale            | 8e de finale           | Quart de finale     | Demi-finale         | Finale              |
| Athlète            | Catégorie           | Adversaire Résultat      | Adversaire Résultat    | Adversaire Résultat | Adversaire Résultat | Adversaire Résultat |
| ------------------ | ------------------- | ------------------------ | ---------------------- | ------------------- | ------------------- | ------------------- |
| Omar Narváez       | Poids mouches       | Victoire Porto Rico 12-6 | Défaite Ukraine 10-16  | Eliminé             | Eliminé             | Eliminé             |
| Ceferino Labarda   | Poids coqs          | Défaite Russie 2-17      | Eliminé                | Eliminé             | Eliminé             | Eliminé             |
| Israel Pérez       | Poids plumes        | Non disputé              | Victoire Eswatini 16-1 | Défaite Maroc 18-21 | Eliminé             | Eliminé             |
| Victor Hugo Castro | Poids super-welters | Défaite Allemagne 3-5    | Eliminé                | Eliminé             | Eliminé             | Eliminé             |
| Guillermo Saputo   | Poids welters       | Défaite Ukraine 7-12     | Eliminé                | Eliminé             | Eliminé             | Eliminé             |
| Hugo Garay         | Poids mi-lourds     | Défaite Kazakhstan 12-27 | Eliminé                | Eliminé             | Eliminé             | Eliminé             |

## Canoe-Kayak

### Course en ligne

#### Hommes
| Athlète                          | Compétition | Éliminatoires  | Éliminatoires | Demi-finales   | Demi-finales | Finale A       | Finale A |
| Athlète                          | Compétition | Temps          | Rang          | Temps          | Rang         | Temps          | Rang     |
| -------------------------------- | ----------- | -------------- | ------------- | -------------- | ------------ | -------------- | -------- |
| Javier Correa                    | K1 500m     | 1 min 41 s 557 | 1er           | 1 min 42 s 764 | 6e           | Eliminé        | Eliminé  |
| Javier Correa                    | K1 1000m    | 3 min 37 s 849 | 2e            | 3 min 37 s 975 | 1er          | 3 min 35 s 687 | 5e       |
| Fernando Redondo Abelardo Sztrum | K2 1000m    | 3 min 24 s 324 | 9e            | Eliminé        | Eliminé      | Eliminé        | Eliminé  |

## Cyclisme

### Piste

#### Hommes
| Athlète      | Compétition            | Qualification  | Demi-finales             | Match pour le bronze     | Match pour le bronze | Finale                   | Finale  |
| Athlète      | Compétition            | Temps Vitesse  | Adversaire Temps Vitesse | Adversaire Temps Vitesse | Rang                 | Adversaire Temps Vitesse | Rang    |
| ------------ | ---------------------- | -------------- | ------------------------ | ------------------------ | -------------------- | ------------------------ | ------- |
| Walter Pérez | Poursuite individuelle | 4 min 30 s 757 | Eliminé                  | Eliminé                  | Eliminé              | Eliminé                  | Eliminé |

| Athlète                                                      | Compétition           | Qualification        | Qualification | Quart de finale                 | Demi-finale                     | Finale                          | Finale  |
| Athlète                                                      | Compétition           | Temps Vitesse (km/h) | Rang          | Adversaire Temps Vitesse (km/h) | Adversaire Temps Vitesse (km/h) | Adversaire Temps Vitesse (km/h) | Rang    |
| ------------------------------------------------------------ | --------------------- | -------------------- | ------------- | ------------------------------- | ------------------------------- | ------------------------------- | ------- |
| Walter Pérez Edgardo Simón Gonzalo Garcia Guillermo Brunetta | Poursuite par équipes | 4 min 10 s 940       | 9e            | Eliminé                         | Eliminé                         | Eliminé                         | Eliminé |

| Athlète                                | Compétition           | Points | Rang |
| -------------------------------------- | --------------------- | ------ | ---- |
| Juan Esteban Curuchet                  | Course aux points     | 8      | 14e  |
| Juan Esteban Curuchet Gabriel Curuchet | Course à l'américaine | 9      | 7e   |

### BMX

#### Hommes
| Athlète      | Compétition   | Temps | Rang |
| ------------ | ------------- | ----- | ---- |
| Ignacio Gili | Cross-country | DNF   | /    |

#### Femmes
| Athlète       | Compétition   | Temps              | Rang |
| ------------- | ------------- | ------------------ | ---- |
| Jimena Florit | Cross-country | 2 h 00 min 49 s 05 | 20e  |